# 데소모르핀
데소모르핀(Desomorphine)은 로슈가 개발한 합성 오피오이드이며 진정작용, 진통 등 강력하고 빠른 효력이 있다. 1922년 Knoll에서 일하던 독일 팀에 의해 발견되었고 특허를 받았으나 보편적으로 인정되지는 않았다. 나중에 1932년 Lyndon Frederick Small에 의해 합성되었고 1934년 미국에서 특허를 받았다. 데소모르핀은 스위스에서 상표명 Permonid로 사용되었고 효력의 빠른 시작과 짧은 동작 시간으로 기술되었으며 동등한 복용량의 모르핀에 비해 구역질이 상대적으로 덜한 편이다. 같은 복용량 기준으로 모르핀보다 8배에서 10배 강한 편이다.
데소모르핀은 6-하이드록실 그룹과 7, 8 이중 결합이 감소된 모르핀 유사체이다. 데소모르핀의 전통적인 합성은 α-클로로코다이드에서 시작하며 이는 그 자체로 염화 티오닐을 코데인이나, 옥시콘틴과 비코딘 등의 처방 오피오이드 통증약과 반응시킴으로써 얻는다. 접촉 환원에 의해, α-클로로코다이드는 dihydrodesoxycodeine을 제공하며 탈메틸화 시 데소모르핀을 방출시킨다.
러시아에서는 크로코딜(крокодил)이라는 용어로도 사용된다.

## 화학

코데인으로부터의 데소모르핀의 합성

## 역사
데소모르핀은 1932년 미국에서 처음 합성되었으며 1934년 11월 13일 특허를 받았다. 러시아에서 데소모르핀은 1998년 불법 마약성 진통제로 선언되었다.

## 변종
그러나 코데인이 포함된 약물은 일반적으로 유럽에서 처방 제품인 반면 러시아에서는 이것들이 2012년 6월까지 처방전이 불필요한 제네릭 의약품으로 판매되었다. 러시아에서의 사용자 수는 이 약물의 인기의 절정 시기에 대략 100만 명에 도달했다.

## 내용주
1. ↑  다른 이름: dihydrodesoxymorphine, 이전 상표명: Permonid, 속칭: krokodil 또는 crocodil. 일상 대화에서는 좀비약/zombie drug[1][2]

## 같이 보기
- 자일라진